# Giorgetto Giugiaro
Giorgetto Giugiaro (Garessio, 1938. augusztus 7. –) olasz formatervező. A Carrozeria Bertone tervezőirodánál tanult, majd megalapította az Italdesign tervezőirodát, ami főleg az autókarosszériák tervezésével foglalkozik. Több díjat is nyert, és sok legendás autó formája az ő munkája.

## Formatervei
| - 2600 Sprint (1961) - Caimano Concept (1971) - Iguana Concept (1968) - Canguro Concept (1964) - Visconti Concept (2004) - Alfasud (1972) - Sprint (1976) - Brera (2002) - Giulia Sprint GT / GTV (1963) - Alfetta GT / GTV (1974) - 159/159 SW (2005) - 156fl/156 SW fl - 1000 GT - Eagle Premier (1987) - 80 - Spicup (1969) - M1 (1977) - M1 Hommage Concept (2008) - Nazca C2 (1991) - Nazca C2 Spider (1993) - CS 3200 (1961) - EB 118 (1998) - EB 218 (1999) - Veyron (2005) | - Sixty Special (1989) - Mangusta (1966) - DMC–12 - CoupeDeVille (1958) - Lanos (1996) - Matiz (1997) - Leganza (1997) - Magnus (2000) (vagy Suzuki Verona) - Magnus (2003) - Kalos (2002) - Lacetti (2004) - 250 GT Bertone (1962) - GG50 (2005) - Polonez (1978) - Cinquecento (1992) - Croma (1985) - Croma (2005) - Sedici (2005) - Panda (1980) - Panda (2003) - Punto (1993) - Uno (1983) - 850 Spider - Dino Coupe (1967) - Palio/Siena (2001–2004) - Grande Punto (2005) - Golf (1974) |  |